# Aranzazu González
Aranzazu González Muñoz (San Sebastián, 5 de junio de 1975) es una deportista española que compitió en natación adaptada. Ganó seis medallas de oro en los Juegos Paralímpicos de Verano, en los años 1992 y 1996.

## Palmarés internacional
| Juegos Paralímpicos | Juegos Paralímpicos      | Juegos Paralímpicos | Juegos Paralímpicos |
| Año                 | Lugar                    | Medalla             | Prueba              |
| ------------------- | ------------------------ | ------------------- | ------------------- |
| 1992                | Barcelona (España)       | Medalla de oro      | 50 m espalda S3-4   |
| 1992                | Barcelona (España)       | Medalla de oro      | 50 m libre S3-4     |
| 1992                | Barcelona (España)       | Medalla de oro      | 100 m libre S3-4    |
| 1996                | Atlanta (Estados Unidos) | Medalla de oro      | 50 m espalda S3     |
| 1996                | Atlanta (Estados Unidos) | Medalla de oro      | 50 m libre S3       |
| 1996                | Atlanta (Estados Unidos) | Medalla de oro      | 100 m libre S3      |